# 胡璇泽
胡璇泽（英語："Whampoa" Hoo Ah Kay） （1816年—1880年3月27日），号琼轩，别号南生，亦名玉玑，原名阿基，字踰泽。原籍番禺茭塘司黄埔，现广州市海珠区新滘镇黄埔村，曾身兼多国领事之职，清廷于1878年任命之为驻新加坡领事，为中国历史第一个驻外领事，而俄、日在新加坡设领，均聘胡璇泽代理，成为国际外交史上第一个身兼三国领事的外交官。
1869～1876年间，胡璇泽先后被英国海峡殖民地政府（新加坡）授予立法议会非官守议员、行政会议特别委员、太平局绅、名誉推事等，并获英维多利亚女王颁给C.M.G三等宝星勋章。显赫一时，蜚声海内外。因他在新加坡开设黄埔公司，当地又尊称他为“黄埔先生”。据新加坡史料记载，胡璇泽1880年去世时，新加坡各行政机关和中、俄、日等国领事馆均下半旗志哀。为遵照 “死后归葬故乡”的嘱咐，他的遗骸专门用火船运回家乡，埋葬在广州对面的丹勒斯岛上（Danes Ialand）（据考证，即长洲岛）。

## 以他命名的地方
- 新加坡
  - 黃埔 (新加坡)（英语：Whampoa, Singapore），位於新加坡加冷及諾維娜之间的一個地区，未发展前为胡璇泽的別墅「南生花園」（Whampoa Gardens）
    - 黃埔單選區（英语：Whampoa Single Member Constituency），新加坡其中一個選區。

- 香港
  - 南生围，位于新界元朗的一个的湿地及基围；胡璇泽之孙胡福骈购入后以祖父別号「南生」命名纪念祖父。